# NGX 30 Index
Le NGX 30 Index est le principal indice boursier de la Bourse du Nigéria, composé des 30 principales capitalisations boursières du pays,.

## Corrélation avec les autres bourses
Les performances annuelles de l'indice NSE All Share se sont rapprochées de celles du Dow Jones, du DAX, du CAC 40 et du Footsie, les grands marchés boursiers étant de plus en plus dépendants les uns des autres depuis une quinzaine d'années.

## Composants de l'indice
Les entreprises suivantes composent l'indice pour 2025.
| N° | Entreprise                    | Code            | Industrie                   | Capitalisation (en Dolars américains) |
| -- | ----------------------------- | --------------- | --------------------------- | ------------------------------------- |
| 1  | Airtel Africa                 | NGX:AIRTELAFRI  | Télécommunications          | 8 950 000 000                         |
| 2  | BUA Foods (en)                | NGX:BUAFOODS    | Transformation des aliments | 4 430 000 000                         |
| 3  | Dangote Cement                | NGX:DANGCEM     | Ciment                      | 4 300 000 000                         |
| 4  | MTN Group                     | NGX:MTNN        | Télécommunications          | 3 400 000 000                         |
| 5  | Geregu power (en)             | NGX:GEREGU      | Énergie                     | 1 680 000 000                         |
| 6  | BUA Cement (en)               | NGX:BUACEMENT   | Ciment                      | 1 670 000 000                         |
| 7  | Seplat Petroleum (en)         | NGX:SEPLAT      | Pétrole e gaz               | 1 610 000 000                         |
| 8  | Transcorpor Power (en)        | NGX:TRANSPOWER  | Énergie                     | 1 450 000 000                         |
| 9  | Guaranty Trust Bank           | NGX:GTCO        | Banque                      | 1 400 000 000                         |
| 10 | Zenith Bank                   | NGX:ZENITHBANK  | Banque                      | 1 160 000 000                         |
| 11 | Nigerian Breweries (en)       | NGX:NB          | Brasserie                   | 1 090 000 000                         |
| 12 | International Breweries (en)  | NGX:INTBREW     | Brasserie                   | 941 680 000                           |
| 13 | Transcorpor Hotels (en)       | NGX:TRANSCOHOT  | Hôtels                      | 927 850 000                           |
| 14 | Lafarge Tarmac (en)           | NGX:WAPCO       | Matériau de construction    | 749 510 000                           |
| 15 | Nestle Nigeria (en)           | NGX:NESTLE      | Transformation des aliments | 742 560 000                           |
| 16 | United Bank for Africa        | NGX:UBA         | Banque                      | 682 860 000                           |
| 17 | Access Bank                   | NGX:ACCESSCORP  | Banque                      | 671 940 000                           |
| 18 | Standard Bank                 | NGX:STANBIC     | Banque                      | 647 670 000                           |
| 19 | First Bank of Nigeria         | NGX:FIRSTHOLDCO | Banque                      | 604 320 000                           |
| 20 | Fidelity Bank Nigeria         | NGX:FIDELITYBK  | Banque                      | 551 570 000                           |
| 21 | Presco                        | NGX:PRESCO      | Agro-industrie              | 518 320 000                           |
| 22 | Oando (en)                    | NGX:OANDO       | Pétrole e gaz               | 396 610 000                           |
| 23 | Okomu Oil (en)                | NGX:OKOMUOIL    | Palmier à huile             | 331 490 000                           |
| 24 | Ecobank                       | NGX:ETI         | Banque                      | 316 440 000                           |
| 25 | Dangote Sugar                 | NGX:DANGSUGAR   | Sucre                       | 296 550 000                           |
| 26 | Transcorpor Electricité (en)  | NGX:TRANSCORP   | Énergie                     | 269 340 000                           |
| 27 | First City Monument Bank (en) | NGX:FCMB        | Banque                      | 216 950 000                           |
| 28 | United Capital                | NGX:UCAP        | Secteur financier           | 198 790 000                           |
| 29 | Conoil (en)                   | NGX:CONOIL      | Pétrole                     | 135 370 000                           |
| 30 | Julius Berger Nigeria (en)    | NGX:JBERGER     | Construction                | 129 110 000                           |